# 123 (szám)
A 123 (római számmal: CXXIII) egy természetes szám, félprím, a 3 és a 41 szorzata.

## A szám a matematikában
A tízes számrendszerbeli 123-as a kettes számrendszerben 1111011, a nyolcas számrendszerben 173, a tizenhatos számrendszerben 7B alakban írható fel.
A 123 páratlan szám, összetett szám, azon belül félprím, kanonikus alakban a 31 · 411 szorzattal, normálalakban az 1,23 · 102 szorzattal írható fel. Négy osztója van a természetes számok halmazán, ezek növekvő sorrendben: 1, 3, 41 és 123.
A 123 egy Lucas-szám, a Mian–Chowla-sorozat tizenegyedik tagja.
A 123 négyzete 15 129, köbe 1 860 867, négyzetgyöke 11,09054, köbgyöke 4,97319, reciproka 0,0081301. A 123 egység sugarú kör kerülete 772,83179 egység, területe 47 529,15526 területegység; a 123 egység sugarú gömb térfogata 7 794 781,462 térfogategység.
A 123 helyen az Euler-függvény helyettesítési értéke 80, a Möbius-függvényé 1, a Mertens-függvényé −1.

## A szám mint jelkép, kód
A 123 Kolumbiában segélyhívószám, Egyiptomban orvosi segélyhívószám, Indonéziában az áramszolgáltatás segélyhívószáma. Az Egyesült Királyságban a pontosidő-jelzés telefonszáma.